# Jean-Yves Béziau
Jean-Yves Beziau (Orléans, França, 15 de janeiro de 1965) é um pesquisador do Conselho Nacional de Desenvolvimento Científico e Tecnológico (CNPq) e professor da Universidade do Brasil. Béziau possui dupla-nacionalidade, francesa e suíça. É fluente em inglês e português, assim como em sua língua nativa, o francês, e tem publicado trabalhos nos três idiomas.
Foi orientando e é frequente colaborador de Newton da Costa. Realiza pesquisas em lógica, especialmente lógica paraconsistente e lógica universal. É Doutor em filosofia pela Universidade de São Paulo,
e também Doutor em lógica e fundamentos de Ciência da Computação pela Universidade  de Paris.
Desde 2005, Béziau vem organizando congressos mundiais e escolas sobre a lógica universal. Esses eventos reúnem centenas de pesquisadores e estudantes no campo e oferecem cursos e palestras sobre pesquisas em uma ampla quantidade de assuntos.
É editor-chefe e fundador das revistas Logica Universalis

e South American Journal of Logic

e das séries de livros Studies in Universal Logic,
Cadernos de Lógica e Filosofia e Logic PhDs.

Também é editor da sessão de lógica da Internet Encyclopedia of Philosophy".

É o atual presidente da Academia Brasileira de Filosofia
.

## Algumas publicações
- A Chromatic Hexagon of Psychic Dispositions. in  M.Silva (ed), How Colours Matter to Philosophy, Springer International Publishing, Cham, 2017, pp.273-288. ISBN 978-3-319-67398-1.
- Being aware of rational animals. in   G.Dodig-Crnkovic and R.Giovagnoli (eds), Representation and Reality: Humans, Animals and Machines, Springer, Heidelberg, 2017, pp.319-331. ISBN 978-3-319-43784-2.
- The Hexagon of Paintings  (com Catherine Chantilly),  South American Journal of Logic , 3 (2017), pp.369–388.
- An analogical hexagon,  International Journal of Approximate Reasoning , 94 (2018), pp.1–17.
- Logica Universalis: Towards a General Theory of Logic (ed.).  Basel: Birkhäuser Verlag, 2005, Segunda Edição, 2007.  ISBN 3764372591.
- Handbook of Paraconsistency (ed. com Walter Carnielli e Dov Gabbay).  Londres: College Publications , 2007.  ISBN 9781904987734.
- MANY 1- A Transversal Imaginative Journey across the Realm of Mathematics   Journal of Indian Council of Philosophical Research, May 2017, Volume 34, Issue 2, pp 259–287.
- Semantic computations of truth based on associations already learned  (com Patrick Suppes), Journal of Applied Logic, 2 (2004), pp. 457–467.
- The Power of the Hexagon  Logica Universalis, Volume 6, Issue 1-2, June 2012.
- The relativity and universality of logic  Synthese, July 2015, Volume 192, Issue 7, pp 1939–1954.
- Tendências Atuais da Filosofia, Florianópolis: Edições Nefelibata, 2003.
- What is paraconsistent logic?  Em D. Batens et al (eds.), Frontiers of Paraconsistent Logic, Research Studies Press, Baldock, 2000, pp. 95–111.  ISBN 0863802532.
- Around and Beyond the Square of Opposition (ed. com Dale Jacquette)  Basel: Birkhäuser Verlag, 2012.  ISBN 978-3-0348-0378-6.

## References
1. ↑  http://pos.fflch.usp.br/node/43161
2. ↑  http://www.sudoc.fr/233634630
3. ↑  «Logica Universalis, Birkhäuser/Springer»
4. ↑  «South American Journal of Logic»
5. ↑  «Studies in Universal Logic, Birkhäuser/Springer»
6. ↑  «College Publications - Cadernos de Lógica e Filosofia»
7. ↑  «College Publications - Logic PhDs»
8. ↑  «Internet Encyclopedia of Philosophy - Editors»
9. ↑  https://www.academia-de-filosofia.org.br/jean-yves-beziau/